# 음악의 역사
다음은 음악의 탄생과 발전에 대한 역사이다.

## 음악의 기원
음악이 역사상 언제부터 어떻게 왜? 발생되었는가는 확실하지 않다. 그러나 약 5만년으로부터 1만 년쯤 전에 발생된 것으로 추정하고 있다. 그 때는 음악이 주술이나 마술 등을 위해 발달하였고 매력적이라고 생각하였다. 악기로는 뼈로 만든 피리와 딱다기 등이 있었다. 음악이 동물의 울음소리를 따라 하기 위해 생겼을지도 모른다는 가설과 춤의 동작에 맞추기 위해 생겨났다는 가설 등이 있다. 그러나 자세한 것은 알려진 바가 없다.
다음은 가설의 종류이다.
- 동물의 울음소리를 따라하려는 시도의 설
- 언어의 억양에 점차 높낮이가 뚜렷해짐으로 음악이 나왔다는 설
- 노동을 할 때 보조를 맞추기 위해 음악이 만들어졌다는 설
- 춤 동작에 맞추려고 만들어진 설

## 서양 음악

### 고대 음악
서양의 고대 음악에 관한 문헌이나 악보는 거의 남아 있지 않으므로 발굴된 악기 또는 회화, 조각 등에서 그 양상을 추정할 수밖에 없다. 기원전 3000-4000년경 세계 4대 문명 발상지 중에서도 가장 오래된 메소포타미아와 이집트에서 우선 고대음악의 기원을 찾아볼 수 있다. 그리고 티그리스강, 유프라테스강과 나일강 유역의 고대 오리엔트 여러 나라로부터 그리스로 전해져 음악은 고도로 예술화되고 체계화된 이론마저 남기게 되었다. 악기로는 하프, 리라, 쌍관(雙管) 오보에, 북 등이 각 지역에서 사용되었으며, 음악은 축제제례(祝祭祭禮)나 종교 등 국가행사와 결부되어 발전함에 따라 직업적 음악가가 나타나고, 윤리적 목적을 위해서만이 아니라 단순한 오락으로서도 발전하기에 이르렀다.
메소포타미아는 기원전 3500년경 수메르 사람의 우르 제1왕조시대에 음악이 제례(祭禮)에 쓰여져, 이미 하프나 리라, 류트(현악기) 등 많은 악기가 있었다. 그 후 고대 바빌로니아, 카시트조(朝), 아시리아, 신(新)바빌로니아에 계승되어 더욱더 발전하였다. 그리고 호른, 트럼펫, 딱다기 외에도 대표적인 현악기로는 하프가 나타나, 그것이 특히 아시리아에서 쓰였음은 조각으로도 추정할 수 있다.
이스라엘은 기원전 1050년경을 경계로 하여 유목시대와 왕정시대로 나뉘는데, 유목시대에는 킹노르(현악기), 토프(큰북의 일종), 쇼파(양의 뿔로 만든 피리) 등의 악기가 있었다. 그리고 다윗이나 솔로몬의 왕정시대에는 직업적인 음악가가 나타나 유대교의 회당을 중심으로 교회음악이 성행하였고, 네베르(현악기), 아소르(관악기), 하리드(관악기) 등의 악기가 노래의 반주에 쓰였다.
이집트 음악은 고왕조, 중왕조의 전반기에는 힉소스 사람의 침입 등에 의한 근동(近東), 아시아의 영향을 받아 피리, 하프, 복관 클라리넷과 궁형 하프로 이루어지는 기악합주나 성악이 성행하고 있었다. 신왕조로부터 누비아, 사이트 시대까지에는 북, 오보에, 트럼펫, 퓨트 등의 악기가 추가되어 이집트의 독특한 색채를 지닌 음악으로 변하여 갔다.
그리스 음악의 특징으로는 음악이 시나 무용, 연기 등과 깊은 유대를 가지고 있었다는 점, 음악이 예배나 제전 등을 통하여 국가적 행사와 밀접한 관련을 맺고 있었다는 점, 그리고 음악에 관한 학문적 연구가 비로소 체계적으로 거론되었다는 점 등을 들 수 있겠다. 그리스음악의 역사는 스파르타에서 기원전 7세기 이후에 시작되는데, 이 시대는 이집트, 크레타의 영향을 강하게 받아 키타라(cithara)를 연주하는 테르판드로스나 아울로스(aulos)를 취주하는 사카다스, 그 밖에 탈레다스 등의 이름이 남아 있다. 그 후 아티카의 아테네로 문화의 중심이 옮겨져 거기서 극음악이 발생하였다. 디오니소스의 봄의 제전(祭典)인 디튜란보스에서 비극이 발생하였으며, 기원전 5세기에는 그리스 비극의 3대 시인이라고 하는 아이스킬로스, 소포클레스, 에우리피데스가 나왔다. 또한 희극의 대표적 작가로는 아리스토파네스를 들 수 있으며, 사포, 아나클레온, 핀다로스의 서정시도 음악적으로 낭창(郎唱)되었다.

### 중세 음악
서양 중세시대의 음악은 대개 신이나 왕, 교회와 관련된 음악이었고 하느님에 이질적으로 반하는 인간의 감정 등을 표현하는 경우는 물었으며 대표적인 작곡가로는 귀도 다레초 등이 있다.

### 르네상스 음악
르네상스 음악(Renaissance music)이란 르네상스 시대의 서양 음악으로, 대략 1400년대에서 1600년대 사이의 음악이다.
르네상스라는 말은 원래 '고대문화의 부흥'을 의미하는데, 미술이나 문학의 분야에서는 이 말이 대개 해당되나 음악의 경우는 이러한 뜻에서의 르네상스 음악이란 거의 존재하지 않는다. 그러나 르네상스를 보다 넓은 뜻으로 해석하여, 자유로운 인간의 감정이나 개성에 눈을 떠서 합리적 사고방식이나 조화를 존중하고 명석함을 추구한다고 하는 사회·문화 발전에 걸쳐 볼 수 있는 시대의 특징적 정신이라는 점에서 생각한다면, 15세기 말에서부터 16세기의 음악에는 르네상스라고 할 만한 몇 개의 특징을 찾을 수가 있다.
이 시대의 음악작품의 음넓이(音域)가 확대되고, 이에 따라 새로운 음공간(音空間)이 개척되었는데 이것은 회화에서의 원근법 탐구와도 비할 수 있을 만한 진보였다. 또, 악보 인쇄술의 발명, 정흑백보(定黑白譜) 기보법의 보급, 전통에 구애되지 않는 새로운 음악이론의 탄생은 르네상스 정신의 큰 특징인 합리성이나 표현의 가능성을 추구하는 경향의 출현이라 볼 수 있다.
이와 같은 르네상스의 정신은 이미 14세기의 아르스 노바에도 나타나 있으나, 특히 플랑드르 악파로 통하여 죠스캥 데 푸레의 음악에서 뚜렷한 형태를 취하여 나타났다. 플랑드르 악파의 작곡가들은 전유럽에 걸쳐 활약하였고, 그들의 성악 폴리포니의 작곡법은 르네상스 음악의 중심적 양식이 되었다. 그러나 이 대위법적인 복잡한 기법은 르네상스 음악에서는 단순한 기교를 위한 기교가 아니라 보다 자연스럽고 인간적인 감정표현과 결부되어 있다는 점에 특징이 있다.
16세기에는 음악의 중심이 점차로 이탈리아로 옮겨져, 여기서 르네상스 정신은 수많은 꽃을 피우기에 이르렀다. 미사, 모테토를 비롯하여 각종의 세속 합창곡이 번성하였으나, 그와 동시에 오르간이나 류트 등의 기악음악도 놀라운 발전을 하였다. 이 기악은 바로크 이후의 음악에서 중심적인 위치를 차지하게 된다. 16세기 말에는 각종 극음악이 시도되었는데, 이들은 17세기 바로크 음악의 성립과 발전에도 결정적인 역할을 하게 되었다. 플랑드르와 이탈리아의 르네상스 음악의 영향 아래 유럽의 다른 여러 나라의 음악도 각각 독자적인 발전을 보였다. 일반적으로 말하여 르네상스 음악은 플랑드르 악파의 폴리포니에서 볼 수 있는 북방적이며 고딕적인 요소와 이탈리아의 마드리갈 등에서 볼 수 있는 남방적·라틴적 요소와의 결합에서 성숙하였다고 할 수 있다.

### 바로크 음악
바로크 음악은 17, 18세기의 유럽 음악을 말한다. 원래 바로크란 17, 18세기의 미술양식을 말하는 것이었으나, 일반적으로 1600년경부터 1750년경의 음악에 대해서도 이 명칭으로 부르고 있다. 그러나 바로크 시대를 좀 더 세분한다면 다음과 같이 셋으로 구분할 수 있다.
1. 초기 바로크: 1580년-1630년
2. 중기 바로크: 1630년-1680년
3. 후기 바로크: 1680년-1750년

바로크 음악의 역사적 배경을 보면 정치적으로는 절대주의 왕정으로부터 계몽주의로 이행을 볼 수 있으며, 경제적으로는 중상주의, 정신사적으로는 합리주의적·계몽주의적인 사조의 흐름 속에서 볼 수 있는데, 이러한 여러 사회적 상황이 몇 겹으로 겹쳐서 궁정,도시,교회 등 세 활동범위를 기초로 하여 바로크 음악을 형성했던 것이다. 그런데 이 시대의 음악은 통주저음의 기법을 사용했기 때문에 바로크 음악의 시대를 '통주저음의 시대'라고 부르는 사람도 있다. 그리고 바로크 음악은 '정서론' 즉 '음악의 궁극목적은 음과 음의 리듬, 멜로디, 하모니, 음정 등으로 모든 정서를 자아내는 데 있다'고 하는 독특한 타율적 미학관으로 뒷받침되고 있다.

### 고전주의 음악
고전주의 음악(Classical Music)이란 음악에서, 18세기 후반부터 19세기 초 주로 오스트리아 빈을 중심으로 발전한 서양음악사조를 말한다.
'고전'이라는 말뜻에는 '모범적 예술, 균형적 형식, 누구에게나 쉽게 이해되는 성격, 시대초월적 성격'이 포함되어 이미 질적인 가치를 함축하고 있다. 고전주의 음악의 개념을 처음으로 사용한 음악사학자는 아마데우스 벤트인데 하이든과 모차르트의 음악을 독일문학에서의 바이마르 고전주의를 모델로 삼아 고전적이라고 명명하였다. 음악에서 '고전(Klassik)'이라는 개념이 처음 나왔을 때는 시대 개념이 아니라, 하이든, 모차르트, 베토벤의 음악과 다른 음악을 구별하는 질적 개념으로 쓰였다. 이들의 교향곡이 1800년 초 음악회장의 모범적 레퍼토리로 고정되면서, 호프만(E.T.A Hoffmann)과 같은 사람들이 이를 기악음악의 절정으로 평가하였다. 반할, 보케리니, 클레멘티, 케루비니, 메율 등도 하이든, 모차르트, 베토벤과 같은 작곡 양식을 썼으므로, '고전'은 음악사에서 이들 전체를 통칭하는 시대 개념으로 쓰이게 된다.
고전파 음악은 '자연스러움', '단순성', '보편성'을 강조한 결과로 얻은 것이다. '자연스러움'은 파악이 어려운 변화나 이론적 딱딱함을 가지고 듣기를 강요하지 않는, 감정적으로 자연스럽게 '같이 느끼게 하는' 방식을 추구하게 된다. '단순성'의 추구는 예술 음악의 출발점을 민요적인 것으로 삼게 한다. '보편성'은 세상 사람 누구나 알아들을 수 있는 세계성을 지향한다. 물론 이러한 생각은 초기에만 강력하였고, 시간이 지나면서 더 약화되어 베토벤처럼 예술가의 독창성과 작품성이 강조된다.
고전파 음악의 특징으로는 주요 3화음을 중심으로 한 기능 화성법의 확립, 소나타 형식에서의 제1, 제2주제의 조성을 으뜸음과 딸림음과의 관계에서 파악하여 두 주제의 성격적 대비를 갖게 했다는 점, 그리고 주제를 유기적으로 전개하는 '주제노작(主題勞作)'원리의 확립, 2관편성의 오케스트라, 소나타 형식에 바탕을 둔 교향곡, 협주곡, 실내악곡 등의 여러 가지 악곡형식을 낳았다는 점 등을 들 수 있다.
바로크 시대와 고전파 사이에서 고전파에의 디딤돌 구실을 한 시대를 전 고전파(1720-1760경)라고 한다. 로코코 음악은 18세기의 화려한 궁정생활을 반영한 것이나 로코코 시대의 경쾌하고 우아한 양식을 '갈랑 양식'(gallant style)이라 하며 대위법적인 수법에서 화성적 수법으로의 이행을 나타내며 섬세하고 우아한 멜로디와 단순한 형식, 세속적이며 사교적인 성격을 지닌 소곡 등을 그 특징으로 한다. 이 양식을 전형적으로 나타낸 것이 18세기 중엽 프랑스의 클라브시니스트인 프랑수아 쿠프랭, 장 필립 라모, 다캥 등의 작품이다. 그리고 이 경향에서 18세기 후기에 북독일에서 빌헬름 프리데만 바흐나 칼 필립 엠마누엘 바흐, 게오르그 벤다, 요한 요아힘 크반츠 등에 의하여 대표되는 자연스럽고 풍부한 감정표출을 지향한 감정 과다양식이 일어났다.
또 1770년에서 1790년경 독일에서 발생한 헤르더, 괴테, 실러 등의 문학운동인 슈투름 운트 드랑(질풍노도양식)이 음악에도 영향을 미쳐 디나미크나 멜로디크, 관현악법에 두드러진 대조적 효과를 주었다. 슈베르트, 슈타미츠의 기악곡, 라이히아르트, 첼터, 츰시티크 등의 가곡에서 그 예를 볼 수 있다. 빈에서는 게오르크 크리스토프 바겐자일 등이 교향곡의 악곡구성 면에서 기초를 이룩하였다. 그리고 만하임에서는 예술을 애호했던 선제후 카를 테오도르의 궁정에서 요한 벤젤 안톤 슈타미츠, 홀츠바우어, 리히터, 카나비히 등이 활발히 활동하였다. 빠름-느림-빠름의 3악장에 미뉴에트를 쓴 4악장의 악곡 구성, 제1, 2주제의 성격적인 대비, 크레셴도, 디미누엔도, 포르테, 피아노 등의 음량변화, 관악기의 중시, 장식법 등이 고전파 음악에 대하여 많은 공적을 남기고 있다. 그 밖에 이탈리아에서는 스카를라티, 사키니 등의 쳄발로 소나타, 파리에서는 슈베르트, 고세크, 런던에서는 크리스티안 바흐 등의 전기 고전파에 활약한 사람으로 유명하다.

### 19세기 음악
19세기 음악은 보통 낭만주의 음악(Romantic music)으로 지칭되어 왔으나 이는 양식사(樣式史)나 제도사적으로 관계되어 매우 문제시된다. 최근 음악사학계의 연구에 의하면 '19세기 = 낭만주의'라는 등식은 적절치 못한 것으로 간주되고 있다. 이 명칭이 19세기 음악사를 결정짓는 여러 가지 다양한 경향 중에서 유독 '낭만주의'만을 일방적으로 강조하는 오류를 범하고 있기 때문이다. 그리고 이 일반화된 명칭은 마치 19세기 전반에 걸쳐 통일된 "낭만적" 시대 정신과 보편적 시대 양식이 존재하는 것 같은 오해를 불러일으키기 때문이다. 19세기 음악은 역사주의 음악(Historismus), 비더마이어 음악(Biedermeier), 민족주의 음악(Nationalismus), 사실주의 음악(Realismus), 인상주의 음악 등 다양한 사조의 경향이 혼재되어 있다. 낭만주의는 19세기 전반 주도적인 역할을 담당하긴 했지만 이는 결국 19세기에 다양한 한 현상에 불과한 것이다.

#### 역사주의 음악
과거로 눈길을 줌으로써 지난 시기의 거장의 작품을 재발견하고, 그 역사적 모델의 모방 혹은 그 구성적 논의를 하는 역사주의 음악운동은 19세기 음악사조 뿐 만 아니라 작품의 생산과 재생산 과정에서 매우 중요한 역할을 하였다. 역사주의운동은 19세기의 지배적 사조 가운데 하나였는데 모든 사상(事象)을 역사의 과정으로 분석하고, 그 가치나 진리도 역사의 과정에서 나타난다고 주장하는 주의로 이는 옛 음악에 대한 관심을 일으키는 시도를 불러일으켰다. 종교음악에서의 성 세실리아 운동이 대표적이며 베토벤, 멘델스존, 리스트 등도 모두 옛 음악의 요소를 활용하였으며 특히 레거는 전통형식과 대위적 기법을 사용하였고 부조니는 고전적 구조를 중시한 역사주의적 경향을 지녔다. 역사주의 운동은 근대적 인문학으로서의 음악사학의 발전에도 영향을 주었다.

#### 민족주의 음악
서양음악사는 하나의 공통적 음악언어가 존재해왔고 특히 바흐가 양식과 사상의 통합을 이루어냈다. 그러나 19세기 후반 자유주의 운동과 민족주의 운동의 전개의 영향으로 음악에서도 서유럽의 음악적 영향과 지배를 받아 자신의 민족적 양식을 확립하지 못했던 동부유럽과 러시아, 북유럽 등을 중심으로 1860년 이후에는 민족주의 음악 경향이 형성되었다. 낭만주의의 음악어법에 민족의 특성을 음악에 반영하고자 했던 이들은 민요 또는 민속춤곡, 정교 교회음악요소, 조성체계에서 벗어난 다양한 음계를 활용하였다. 또한 각 나라의 언어와 연관된 박절을 사용하여 독특한 리듬이 나타났으며 성악곡이나 표제 음악에서 민족의 역사나 전설, 역사적 소재가 활용되었다.

#### 인상주의 음악
클로드 드뷔시 등이 해당한다.

#### 낭만주의 음악
일반적으로 서양음악사에서 1815년 나폴레옹의 패전 이후부터 1910년까지의 음악을 일컫는다. 1890년부터 1910년대까지의 음악을 세기전환기 음악으로 따로 구분하기도 한다.

### 오늘날의 서양 클래식 음악
전 세계를 통하여 오늘날과 같이 음악이 보편화된 시기는 없다. 세계 각지에서 개최되고 있는 각종 음악 연주회는 말할 것도 없고 방송, 레코드, 텔레비전 등의 매스컴을 통하여 언제 어디서나 음악을 들을 수 있다. 그런데 이러한 음악을 이해하고 더욱 잘 감상하려면 무엇보다도 음악사를 알아야 한다. 이 밖에도 한국 음악사, 동양 음악사, 서양 음악사를 참고하라.